# Zimbabwe Premier Soccer League
De Zimbabwe Premier Soccer League is de hoogste voetbaldivisie van het Afrikaanse land Zimbabwe. Het werd opgericht in 1980, als opvolger van de Rhodesia National Football League, de voetbalcompetitie van de voormalige Britse kolonie Rhodesië. Er spelen 16 teams in de competitie, waarvan de 3 laatste teams in de eindstand degraderen naar de 2de divisie. Dynamos F.C. is de succesvolste club met 18 titels.

## Teams 2011
- Black Mambas F.C
- Blue Ribbon Stars
- CAPS United
- Chicken Inn FC
- Dynamos F.C.
- FC Platinum
- Gunners F.C.
- Highlanders FC
- Hwange Colliery F.C.
- Kiglon F.C.
- Masvingo United F.C.
- Monomotapa United
- Motor Action F.C.
- Shabanie Mine
- Shooting Stars FC
- Zimbabwe Saints

## Kampioenschappen

### Rhodesia National Football League
- 1962: Bulawayo Rovers
- 1963: St Paul's
- 1964: Bulawayo Rovers
- 1965: St Paul's
- 1966: St Paul's
- 1967: State House Tornadoes
- 1968: Bulawayo Sables
- 1969: Bulawayo Sables
- 1970: Dynamos
- 1971: Arcadia United
- 1972: Salisbury Sables
- 1973: Metal Box
- 1974: Salisbury Sables
- 1975: Chibuku Shumba
- 1976: Dynamos
- 1977: Zimbabwe Saints
- 1978: Dynamos
- 1979: CAPS United

### Zimbabwe Premier Soccer League
In 1980 werd Zimbambwe onafhankelijk en richtte het een nieuwe competitie op met de huidige naam
- 1980: Dynamos
- 1981: Dynamos
- 1982: Dynamos
- 1983: Dynamos
- 1984: Black Rhinos
- 1985: Dynamos
- 1986: Dynamos
- 1987: Black Rhinos
- 1988: Zimbabwe Saints
- 1989: Dynamos
- 1990: Highlanders
- 1991: Dynamos
- 1992: Black Aces
- 1993: Highlanders
- 1994: Dynamos
- 1995: Dynamos
- 1996: CAPS United
- 1997: Dynamos
- 1998: geen kampioenschap
- 1999: Highlanders
- 2000: Highlanders
- 2001: Highlanders
- 2002: Highlanders
- 2003: AmaZulu
- 2004: CAPS United
- 2005: CAPS United
- 2006: Highlanders
- 2007: Dynamos
- 2008: Monomotapa United
- 2009: Gunners
- 2010: Motor Action
- 2011: Dynamos
- 2012: Dynamos
- 2013: Dynamos
- 2014: Dynamos
- 2015: Chicken Inn
- 2016: CAPS United